# 乌尊布拉克湖
乌尊布拉克湖，又名乌宗布拉克湖，位于中华人民共和国新疆维吾尔自治区托克逊县与吐鲁番市高昌区交界处南部，库米什盆地中西部，由西段的乌尔喀什布拉克（196平方千米）和东段的乌尊布拉克湖（80平方千米）两部分组成，总面积276平方千米，湖盆海拔700～750米。湖中富石盐、芒硝、硝酸钾盐等资源，湖区建有多个盐场进行开采。《中国湖泊志》记载本湖水位724米，长54千米，最大宽9千米，平均宽5.1千米，面积276平方千米。